# Andrew Simpson (regatista)
Andrew James Simpson (Chertsey, 17 de diciembre de 1976-San Francisco, Estados Unidos, 9 de mayo de 2013) fue un deportista británico que compitió en vela en las clases Finn y Star. 
Participó en dos Juegos Olímpicos de Verano, obteniendo en total dos medallas, oro en Pekín 2008 y plata en Londres 2012, ambas en la clase Star (junto con Iain Percy).
Ganó tres medallas en el Campeonato Mundial de Star entre los años 2007 y 2012, y dos medallas en el Campeonato Europeo de Star, plata en 2009 y bronce en 2007. También obtuvo una medalla de bronce en el Campeonato Mundial de Finn de 2003 y una medalla de plata en el Campeonato Europeo de Finn de 2001.
En 2009 fue nombrado miembro de la Orden del Imperio Británico (MBE).

## Trayectoria
Nació en Chertsey (Surrey) y vivió en Sherborne (Dorset). También se le conocía por su apodo «Bart».
Comenzó a navegar en la clase Láser, para cambiar en el año 2000 a la clase Finn. En 2005 se incorporó al equipo +39 Challenge para disputar la Copa América de 2007, y terminada esta se pasó a la clase Star, haciendo equipo con Iain Percy. En 2007 ganaron el bronce en el Campeonato Mundial de Vela Olímpica y al año siguiente conquistaron el oro en los Juegos Olímpicos de Pekín. En 2010 ganaron la medalla de oro en el Campeonato Mundial. En 2012 consiguieron la medalla de plata en los Juegos Olímpicos de Londres.
Falleció en 2013, a los 36 años, después de que su barco se hundiera en la bahía de San Francisco durante un entrenamiento para la Copa América 2013. Quedó atrapado debajo del barco, y pese a los intentos de reanimarlo, los médicos no pudieron salvarle la vida.

## Palmarés internacional
| Campeonato Mundial | Campeonato Mundial | Campeonato Mundial | Campeonato Mundial |
| Año                | Lugar              | Medalla            | Clase              |
| ------------------ | ------------------ | ------------------ | ------------------ |
| 2003               | Cádiz (España)     | Medalla de bronce  | Finn               |
| Campeonato Europeo |                    |                    |                    |
| Año                | Lugar              | Medalla            | Clase              |
| 2001               | Malcesine (Italia) | Medalla de plata   | Finn               |

| Juegos Olímpicos   | Juegos Olímpicos        | Juegos Olímpicos  | Juegos Olímpicos |
| Año                | Lugar                   | Medalla           | Clase            |
| ------------------ | ----------------------- | ----------------- | ---------------- |
| 2008               | Pekín (China)           | Medalla de oro    | Star             |
| 2012               | Londres (Reino Unido)   | Medalla de plata  | Star             |
| Campeonato Mundial |                         |                   |                  |
| Año                | Lugar                   | Medalla           | Clase            |
| 2007               | Cascaes (Portugal)      | Medalla de bronce | Star             |
| 2010               | Río de Janeiro (Brasil) | Medalla de oro    | Star             |
| 2012               | Hyères (Francia)        | Medalla de plata  | Star             |
| Campeonato Europeo |                         |                   |                  |
| Año                | Lugar                   | Medalla           | Clase            |
| 2007               | Malcesine (Italia)      | Medalla de bronce | Star             |
| 2009               | Kiel (Alemania)         | Medalla de plata  | Star             |